# نوا اکافور
نوح اکافور (انگلیسی: Noah Okafor؛ زادهٔ ۲۴ مهٔ ۲۰۰۰) بازیکن فوتبال اهل سوئیس است که برای باشگاه آث میلان بازی می‌کند.
وی همچنین در تیم ملی فوتبال سوئیس بازی کرده‌است.